# 캡슐세이버
《캡슐세이버》는 대한민국의 애니메이션이자 캡슐보이의 후속작으로, 2023년 9월 9일부터 2024년 4월 20일까지 KBS 1TV에서 종료했다. 

## 방영 일시
| 방송 채널 | 방송일                           | 방송 시간 |
| --------- | -------------------------------- | --------- |
| KBS 1TV   | 2023년 9월 9일 ~ 2024년 4월 20일 | 종료      |

## 등장 인물
- 준
- 라이카
- 기르
- 태오
- 래나
- 미스터M
- 리즈나
- 삐악이
- 머니킹
- 거북돌
- 뇨로로
- 스타리스
- 대비대비

## 목소리 출연
- 안영미
- 김연아
- 김지수
- 서대민
- 오윤재
- 장지연
- 진양욱

## 제작진
- 손수희 - 책임 프로듀서
- 목훈 - 프로듀서
- 상상방 - (기획/제작/원작)
- 정기환 - 총감독(제작)
- 신재범, 박소현, 문지혜, 박연주 - 제작 프로듀서
- 정기환, 허성훈 - 시나리오
- 권구연, 권효정, 이정연, 강신혁, 김혜원, 김대원 - 스토리보드
- 이정연, 송재희, 조윤영 (주) 플레인웰 - 캐릭터디자인
- 이정연, 신현민, 조윤영, 송재희 - 배경디자인
- 황광태, 정세현, 신혜화, 박철홍, 장순호, 유현주 - 모델링/앱핑
- 박시진, 황광태, 전대현 - 리깅
- 강신혁, 허림, 유동식, 한재승, 윤주병, 갑향옥, 거쐉, 이동승, 류왕 - 레이아웃
- 강신혁, 허림, 유동식, 한재승, 윤주병, 갑향옥, 거쐉, 이동승, 류왕  장펑비, 장완웨, 소쏴이, 주준지, 펑설, 왕홍민, 정가기, 류시영, 정녹   이도, 전자기, 주지군, 왕설, 장문용, 진룡해, 이로로, 수젠신, 한춘월   고송찬, 왕버양 - 애니메이션
- 왕연문, 김민성, 류헌비, 장엄, 왕초우, 구지명 - 라이팅
- 왕연문, 김민성, 리링펑, 왕모펑, 류정원 오옥전, 사가녕, 고우, 하카이, 이군, 시가호 - 합성/이펙트
- 남종현 - 영상편집
- 김정아, 최창국, 박진현, 윤주현 서유원(사운드쿨) - 음악
- 양성규 - 음향효과
- 부유정, 강희중 - 믹싱
- 파피스 스튜디오- 녹음
- 윤주현, 김정아, 정기환 - 주제가 작사/작곡
- 조영배 - 노래
- 서유원 - 기타
- 권오만 - 사업총괄
- 이일단, 조윤영 - 마케팅
- 김연재 KBS미디어 - 홈페이지
- 조경익 - 종합편집
- 황은서 - 자막디자인
- 차한결 - 조연출
- 목훈 - 연출
- 기획 - KBS
- 제작 - 상상방, Dear.M
- 제공 배급 - 상상방, KBS미디어(OST)
- 저작권 - 2023 ~ 2024 상상방 All rights reserved.

## 방영 목록
| 화차       | 주제                            | 방송 일자        |
| ---------- | ------------------------------- | ---------------- |
| 1화        | 등장! 에일리언 버스터즈         | 2023년 9월 9일   |
| 2화        | 소환! 세이버콜                  | 2023년 9월 23일  |
| 3화        | 코스믹 토이즈의 불청객          | 2023년 10월 14일 |
| 4화        | 2명의 미스터M                   | 2023년 10월 21일 |
| 5화        | 폭주 기관차 지지                | 2023년 10월 28일 |
| 6화        | 정의의 사도 버밀리온 레온       | 2023년 11월 4일  |
| 7화        | 한밤중의 콘서트                 | 2023년 11월 11일 |
| 8화        | 의문의 길거리 댄스 대결         | 2023년 11월 18일 |
| 9화        | 꿈을 먹는 비누방울              | 2023년 11월 25일 |
| 10화       | 더위를 이겨라 빙빙              | 2023년 12월 2일  |
| 11화       | 장미를 든 외계인                | 2023년 12월 16일 |
| 12화       | 흙의 병사와 찰흙인형 특공대     | 2023년 12월 23일 |
| 13화       | 의문의 외계인소년을 쫓아라      | 2023년 12월 30일 |
| 14화       | 미미 아가씨를 구출하라          | 2024년 1월 6일   |
| 15화       | 두 얼굴의 복화수사              | 2024년 1월 13일  |
| 16화       | 바람아 불어라 붕붕              | 2024년 1월 20일  |
| 17화       | 전설의 금고 털이 츄팡           | 2024년 2월 3일   |
| 18화       | 사랑의 힘! 레온과 레오나        | 2024년 2월 17일  |
| 19화       | 미지의 공간 새이버 생텀         | 2024년 3월 2일   |
| 20화       | 사라진 거북돌과 머니킹의 비밀   | 2024년 3월 9일   |
| 21화       | 빅풋 교관의 음모                | 2024년 3월 16일  |
| 22화       | 위기일발 폭주하는 거북돌        | 2024년 3월 23일  |
| 23화       | 개막! 버스터즈 토너먼트         | 2024년 3월 30일  |
| 24화       | 버스터즈 토너먼트의 숨겨진 비밀 | 2024년 4월 6일   |
| 25화       | 악당 브릴리언트의 등장          | 2024년 4월 13일  |
| 최종화(26) | 세이버의 진정한 힘              | 2024년 4월 20일  |

## 결방 및 편성안내
- 2023년 9월 16일: 2023 추석장사씨름대회 - 금강장사의 관계로 인해 결방했다.
- 2023년 9월 30일: 추석연휴 및 항저우 아시안 게임의 관계로 인해 결방했다.
- 2023년 10월 7일: 항저우 아시안 게임의 관계로 인해 결방했다.
- 2023년 12월 9일: 2023년 프로축구의 관계로 인해 결방했다.
- 2023년 12월 30일: 2023 KBS 국악대상 관계로 인해 오후 2시 35분으로 편성했다.
- 2024년 1월 27일: 평창 청소년 스포츠 중계방송 관계로 인해 결방했다.
- 2024년 2월 10일: 설날연휴의 관계로 인해 결방했다.
- 2024년 2월 24일: 2024년 부산 세계탁구선수권대회의 관계로 인해 결방했다.